# فيارني جونسون
فيارني جونسون هو لاعب كرة قدم آيسلندي في مركز الوسط، ولد في 31 مايو 1965 في آيسلندا. شارك مع منتخب آيسلندا لكرة القدم. أما مع النوادي، فقد لعب مع ستيارنان وناتسبيرنوفلاغ أكوريرار.